# Semeljci
Semeljci est un village et une municipalité située dans le comitat d'Osijek-Baranja, en Croatie. Au recensement de 2001, la municipalité comptait 4 858 habitants, dont 98,29 % de Croates et le village seul comptait 1 558 habitants.

## Localités
La municipalité de Semeljci compte 5 localités :
- Kešinci
- Koritna
- Mrzović
- Semeljci
- Vrbica